# Поворотный мост
Поворо́тный мост — разводной мост, через одну из точек которого (обычно, расположенной рядом с его центром масс) проходит вертикальная ось вращения, позволяющая мосту двигаться в горизонтальном направлении. Небольшие мосты могут иметь ось вращения со стороны одного из берегов — в этом случае требуется дополнительное укрепление грунта для поддержки моста и поворотного механизма.
В закрытом состоянии поворотный мост служит для пропуска пешеходов, автомобилей или поездов (также существует единственный в мире судоходный поворотный мост-акведук недалеко от Манчестера, где пересекаются два канала). В случае необходимости пропуска судов движение по мосту останавливается (как правило, с помощью дорожных сигналов и барьеров), затем мотор осуществляет поворот моста в горизонтальной плоскости примерно на 90°.
В зависимости от числа открываемых для судов проходов делятся на однорукавные и двухрукавные.

## Двухрукавные поворотные мосты
Применяются на широких фарватерах с оживлённым судоходством.

### Достоинства
- Не требуются противовесы.
- Энергии требует меньше, чем раскрывающийся.
- Удобен, когда фарватер достаточно широк, чтобы организовать на реке двустороннее движение.
- Способен пропускать крупные парусные суда — высота судна ничем не ограничивается.
- Держит тяжёлую технику вплоть до поездов.
- Искусственный остров в центре — отличное место для строительства подвижного пролёта, не мешающее движению по реке.

### Недостатки
- Центральный пилон, если он стоит в русле реки, а не на естественном острове, может мешать судоходству.
- Нагрузки на полумосты в закрытом и открытом состоянии сильно отличаются — поэтому мост должен быть достаточно жёстким.
- От удара может провернуться и вызвать аварию (см. Катастрофа поезда на Биг Баю Канот).

## Однорукавные поворотные мосты
Однорукавные мосты обычно устраивают по схеме двухрукавного, только один рукав предельно укорочен. Такие обычно перекидывают через узкие фарватеры, если позволяют местные условия. Несколько таких мостов построены на шлюзах Беломоро-Балтийского канала.

### Достоинства
- Хорошо вписывается в малоэтажную застройку.
- Хорошо работает на узких каналах, в которые судно входит впритык.
- Способен пропускать крупные парусные суда — высота судна ничем не ограничивается.
- Хорошо работает, если с одной стороны несудоходная мель или непроходимый берег.

### Недостатки
- Требует место на берегу или на мелководье.
- Невозможно сделать большим.